# Palazzo Wallenstein
Il Palazzo Wallenstein (in ceco Valdštejnský palác) è un palazzo barocco che si trova a Praga nel quartiere di Malá Strana e che servì come residenza per il generalissimo Albrecht von Wallenstein e che oggi ospita il Senato della Repubblica Ceca.

## Storia

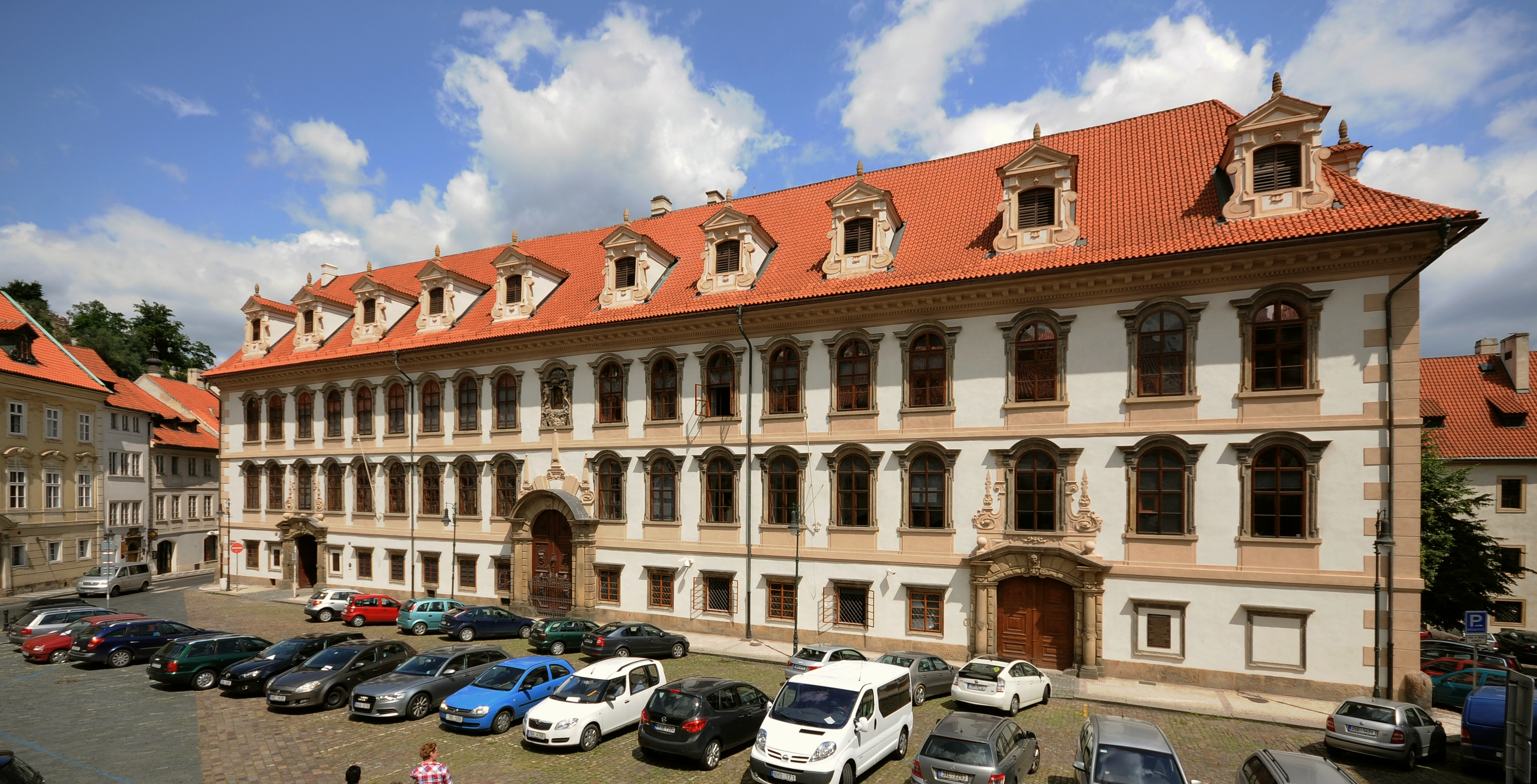
Palazzo Wallenstein, facciata occidentale.

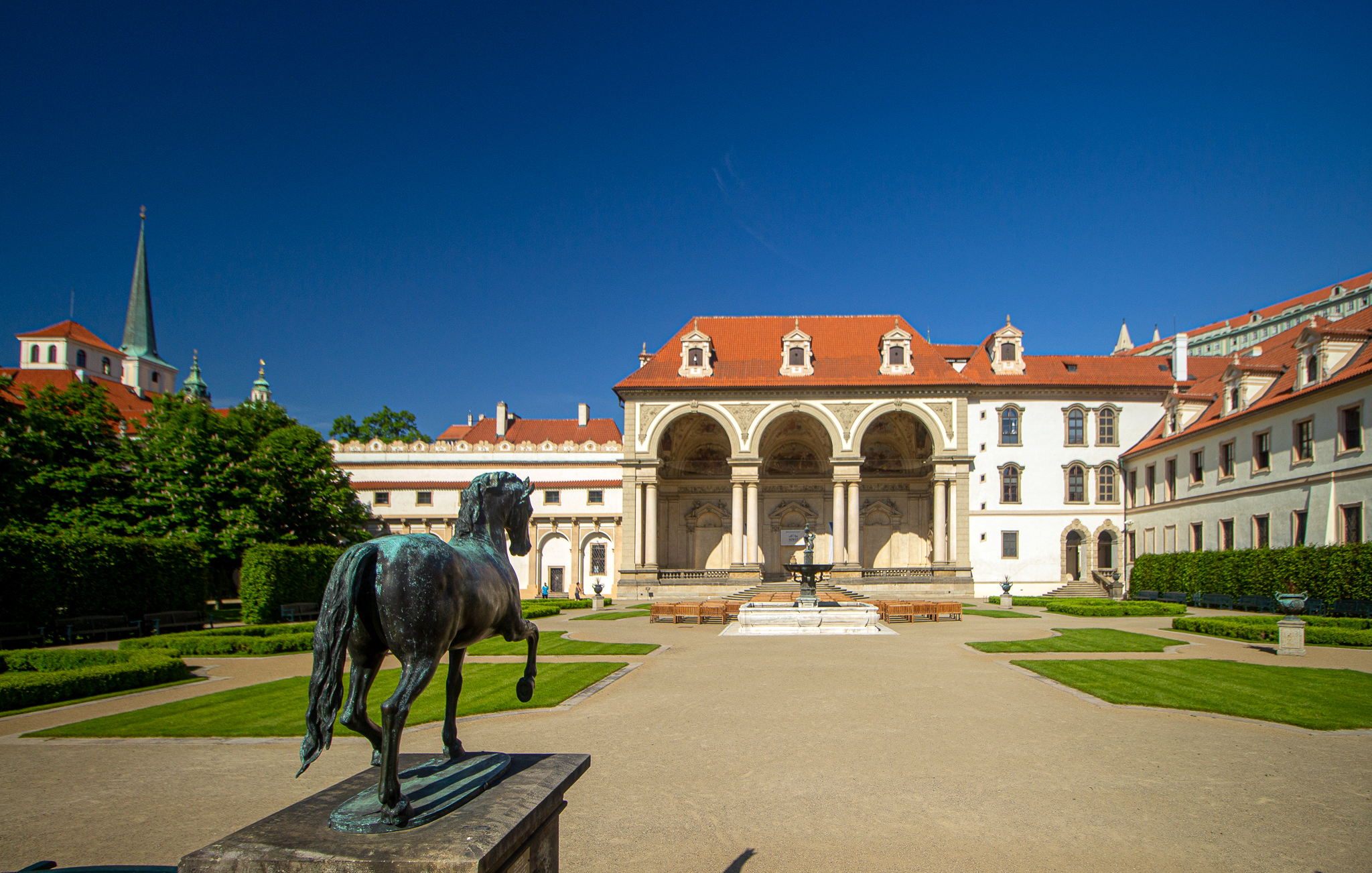
Loggia detta Sala terrena e giardino del palazzo

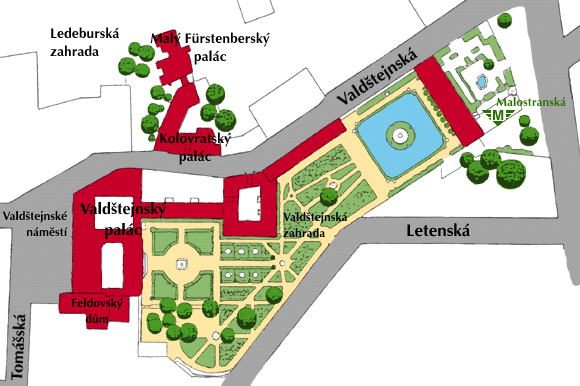
Una mappa del Palazzo Wallenstein

Il palazzo originale venne costruito negli anni 1623-1630 da Albrecht von Wallenstein, duca di Meclemburgo e comandante in capo delle forze imperiali nella Guerra dei trent'anni.
Albrecht von Wallenstein aveva viaggiato in Italia e, per realizzare il palazzo, ingaggiò architetti e artigiani italiani tra cui Andrea Spezza (probabilmente l'architetto principale). Il giardino interno articolato su modelli del rinascimento italiano, venne realizzato dall'architetto Giovanni Peroni. Questi progettò anche l'ingresso monumentale del palazzo, la loggia, o Sala terrena, che si apriva sul giardino.
Gli interni del palazzo furono decorati dall'artista fiorentino Baccio del Bianco, che aveva realizzato l'affresco del soffitto nella sala principale e alcune figure nei dipinti della cappella di San Venceslao, oltre alle parti più importanti della decorazione del corridoio mitologico.
Per la realizzazione del palazzo, Wallenstein rase al suolo 26 case e sei giardini e nelle intenzioni del committente doveva rivaleggiare con il Castello di Praga.
Il complesso comprende giardini d'epoca, il viale delle sculture, le scuderie e una grande scuola di equitazione. Molte delle sculture che decorano il giardino furono realizzate dall'artista olandese Adriaen de Vries.
Dopo l'assassinio di von Wallenstein nel 1634, la vedova lo vendette al nipote e il palazzo rimase di proprietà della famiglia Wallenstein fino al 1945 quando, dopo la seconda guerra mondiale, il palazzo divenne proprietà statale cecoslovacca e venne rinnovato per ospitare uffici governativi.
Oggi il palazzo è sede del Senato della Repubblica Ceca, mentre la scuola di equitazione è utilizzata come sede secondaria della Galleria nazionale di Praga.